# 布罗克·彼得斯
布罗克·彼得斯（Brock Peters，1927年7月2日—2005年8月23日），原名乔治·费舍尔（George Fisher），自幼登上百老汇舞台，从影六十余年，成名作为与格里高利·派克合作的《怪屋疑雲》。